# روان رولوفسي
روان رولوفسي (بالإنجليزية: Ruan Roelofse)‏ مواليد 18 نوفمبر 1989 في كيب تاون، هو لاعب كرة مضرب جنوب أفريقي يلعب باليد اليمنى ويحتل حالياً المرتبة رقم. 725 (1 فبراير 2016) في تصنيف رابطة محترفي كرة المضرب. أعلى تصنيف له في الفردي كان المركز الـ 357 في سنة 2012. أعلى تصنيف له في الزوجي كان المركز الـ 125 في سنة 2015.

## روابط خارجية
- روان رولوفسي على موقع رابطة محترفي التنس (الإنجليزية)
- روان رولوفسي على موقع الاتحاد الدولي لكرة المضرب (الإنجليزية)
- روان رولوفسي على موقع كأس ديفيز (الإنجليزية)
- روان رولوفسي على موقع خلاصة التنس.كوم (الإنجليزية)
- روان رولوفسي على موقع إي إس بي إن.كوم (الإنجليزية)